# Minh Mạng
Minh Mạng [mïŋ˧ maːŋ˧˨ʔ], Nguyễn Phúc Đảm (ur. 25 maja 1792, zm. 20 stycznia 1841) – cesarz Wietnamu. Zasłynął okrutnymi prześladowaniami chrześcijan w swoim kraju.

## Życiorys
Phúc Đảm, przyszły cesarz Minh Mạng urodził się w 1792 roku. Mimo że był dopiero czwartym synem cesarza Gia Longa, właśnie jego cesarz wyznaczył na swojego następcę. Istotny wpływ na taką decyzję miała jawnie okazywana przez Phúc Đảma niechęć do coraz mocniej zaznaczających się w Wietnamie wpływów cudzoziemskich. W 1820 roku Phúc Đảm zasiadł na tronie przyjmując imię Minh Mạng. 
Minh Mạng był gorliwym wyznawcą konfucjanizmu, któremu pragnął zapewnić dominującą pozycję w państwie. Był przekonany, że inne religie, w tym taoizm i buddyzm, a zwłaszcza chrześcijaństwo, zagrażają kulturowej i religijnej jedności kraju. W konfucjanizmie, akcentującym boskość cesarzy widział podstawowe narzędzie służące umocnieniu jego władzy w państwie. Minh Mạng występował także zdecydowanie przeciwko wszelkim próbom europejskiej infiltracji Wietnamu. W swoim liście skierowanym do króla Francji Ludwika XVIII nazywał Europejczyków barbarzyńcami i uważał ich za niegodnych utrzymywania z nimi stosunków dyplomatycznych. W celu przejęcia kontroli nad francuskimi misjonarzami, przybywającymi coraz liczniej do Wietnamu Minh Mạng wydał rozporządzenie wzywające ich wszystkich do przybycia do jego stolicy w Huế. Jednak misjonarze nie chcieli ograniczyć swojej działalności tylko do Huế. W tej sytuacji Minh Mạng w 1825 roku zakazał misjonarzom wstępu do Wietnamu. Po wybuchu w 1833 roku antycesarskiego powstania kierowanego przez Lê Văn Khôi cesarz oskarżył chrześcijan o współudział w spisku. 
W całym kraju przeprowadzono masowe aresztowania katolickich księży. Wielu udało się zbiec, niektórzy zostali jednak złapani. Jeden z nich François Gagelein został przewieziony do Huế zakuty w kajdany. Oskarżono go o "głoszenie religii Jezusa" i w październiku 1833 roku stracono. W ciągu następnych siedmiu lat zabito jeszcze kilkunastu chrześcijańskich misjonarzy. 
Minh Mạng zmarł w styczniu 1841 roku. Prowadzona przez niego i jego następców polityka prześladowań chrześcijan była bezpośrednią przyczyną francuskiej interwencji w Wietnamie, która doprowadziła do narzucenie temu krajowi trwającej do 1954 roku zwierzchności kolonialnej.
Minh Mang został pochowany w grobowcu położonym około 12 km od stolicy swego królestwa Huế. Projekt powstał za życia władcy a zbudowany został w latach od 1841 do 1843.